# Bronisław Łoziński
Bronisław Łoziński, ps. Bartek Szkolarz, Tadeusz Słowiński (ur. 23 października 1848 w Smolnicy, zm. 16 grudnia 1911 we Lwowie) – prawnik polski, historyk prawa, radca Namiestnictwa we Lwowie, publicysta, członek korespondent krakowskiej Akademii Umiejętności.

## Życiorys
Był synem Waleriana (poczmistrza) i Julii z Lewickich. Jego braćmi byli pisarze Walery i Władysław (także znany historyk Lwowa). Był również po kądzieli spokrewniony z historykiem Karolem Szajnochą i geologiem Władysławem Szajnochą. Uczęszczał do gimnazjum w Samborze (1857-1861) i II Gimnazjum we Lwowie (1861-1867). W latach 1867–1871 studiował prawo na Uniwersytecie Lwowskim, gdzie w 1872 obronił dyplom doktora praw. Po studiach pracował przez rok jako adiunkt w Namiestnictwie we Lwowie. W 1872 przeszedł do pracy we lwowskim Wydziale Krajowym, gdzie był kolejno koncypientem (1872-1874), adiunktem (1874-1882) i sekretarzem (1882-1884). Od 1884 ponownie pracował w Namiestnictwie, do 1889 jako starosta, w latach 1889–1891 jako radca. Był uważany za jednego z najzdolniejszych urzędników Namiestnictwa za rządów Filipa Zaleskiego i Kazimierza Badeniego. W latach 1885–1891 brał udział w pracach Państwowej Komisji Egzaminacyjnej we Lwowie w zakresie nauk prawno-państwowych.
Był autorem szeregu prac poświęconych historii nowożytnego prawa polskiego, prawu cywilnemu i prawu administracyjnemu. Wiele uwagi poświęcił XIX-wiecznym instytucjom prawnym Galicji. Badał ponadto m.in. genezę powstania krakowskiego, interesował się zagadnieniem psychologii tłumu w kontekście zjawiska przestępstwa oraz kwestią konieczności i nieuniknioności wojen. Postulował zmiany w prawie karnym i administracyjnym, mające na celu zapobieganie brutalności człowieka wobec zwierząt. Przygotowywał na potrzeby władz galicyjskich projekty ustaw. Był recenzentem prac m.in. Ludwika Gumplowicza i Rudolfa von Jheringa.
Do 13 czerwca 1909 był członkiem rady nadzorczej Pierwszego Galicyjskiego Towarzystwa Akcyjnego Budowy Wagonów i Maszyn w Sanoku.
Jego synem był Walery Władysław Łoziński, profesor Uniwersytetu Jagiellońskiego.

## Publikacje
Publikował na łamach „Dzwonka”, „Przyjaciela Domowego”, „Opiekuna Domowego”, „Dziennika Literackiego”, „Kwartalnika Historycznego”, jako korespondent współpracował również z „Czasem” (jako korespondent lwowski) i „Przeglądem Sądowym i Administracyjnym”. Ogłosił m.in.:
- Prawa autorskie (1874)
- Kobieta wobec ekonomii politycznej (1875)
- Państwo i socyalizm (1881)
- Wieczna wojna (1882)[3]
- Ekonomiczne położenie Galicyi (1883)
- Nauka i filozofia prawa (1893)
- Prawo zwierząt (1895)[4]
- Tłum[5] (1895)
- Agenor hr. Gołuchowski w pierwszym okresie rządów swoich (1901)
- Epilog Stanów Galicyjskich (1901)
- Z historyi Stanów Galicyjskich (1901)
- Galicyjski Sejm Stanowy, 1817-1845 (1905)[6]
- Z czasów nowicyatu administracyi galicyjskiej (1907)
- Początki ery józefińskiej w Galicyi (1910).

Pracę Szkice z historyi Galicyi XIX wieku wydał w 1913 (już po śmierci Łozińskiego) Wacław Tokarz. Łoziński ogłosił ponadto m.in. nowelę Opieka grobu (1870). Od 1896 był członkiem korespondentem Akademii Umiejętności w Krakowie, należał take do Towarzystwa dla Popierania Nauki Polskiej we Lwowie (członek czynny od 1901). „Gazeta Sądowa Warszawska” wyróżniła go w 1893 nagrodą za studia prawno-społeczne. W 1891 roku odznaczony Orderem Żelaznej Korony III klasy.